# Чан, Элим
Элим Чан (кит.: 陳以琳; Гонконг; 18 ноября 1986 г.) — дирижёр. Элим Чан является главным дирижёром Антверпенского симфонического оркестра с концертного сезона 2019—2020 гг., а также постоянным приглашённым дирижёром Королевского шотландского национального оркестра с сезона 2018—2019 гг.

## Обучение
Элим Чан пела в детском хоре в Гонконге, а в возрасте шести лет начала играть на пианино. Получила степень бакалавра музыки в Колледже Смит в штате Массачусетс. Затем обучалась в Мичиганском университете, где была музыкальным руководителем Симфонического оркестра кампуса Мичиганского университета и Мичиганского поп-оркестра. Получила степень магистра и доктора дирижирования оркестром, а в 2014 году окончила университет дирижёром. В 2013 году Чан получила стипендию имени Бруно Вальтера в области дирижирования, а в 2015 году посещала мастер-классы Бернарда Хайтинка в Люцерне.

## Музыкальная карьера
В декабре 2014 года, в возрасте 28 лет, Чан выиграла Конкурс дирижеров Донателлы Флик. В результате победы в этом конкурсе её впоследствии назначили помощником дирижёра Лондонского симфонического оркестра на концертный сезон 2015—2016 гг. В сезоне 2016—2017 гг. она участвовала в стипендиальной программе Г. Дудамеля в Лос-Анджелесской филармонии.
В 2018—2019 годах Элим Чан стала постоянным приглашённым дирижёром Королевского шотландского национального оркестра, сменив тем самым Томаса Сённергорда.
С сезона 2019—2020 гг. Элим Чан является главным дирижёром Антверпенского симфонического оркестра, постоянно выступая в Концертном зале королевы Елизаветы (Koningin Elisabethzaal) в Антверпене. Чан, которая среди прочих пошла по стопам Эдо де Ваарта и Яапа ван Цведена, является самым молодым главным дирижёром, которого когда-либо называл Антверпенский симфонический оркестр.
Кроме того, Элим Чан выступила в качестве приглашённого дирижёра с оркестром Мариинского театра, Гонконгским филармоническим оркестром, Лондонским симфоническим оркестром, Koninklijk Concertgebouworkest, Люксембургским филармоническим оркестром, Филармоническим оркестром, Королевским ливерпульским филармоническим оркестром, Симфоническим оркестром Франкфуртского радио, Национальным оркестром Лиона, Роттердамским филармоническим оркестром, Хьюстонским симфоническим оркестром и Музыкальной академией Запада.
Она также дерижировала оркестром Национального центра искусств в Оттаве и Orchestre de la Francophonie (Оркестр франкофонии) в рамках Летнего музыкального института Национального центра искусств в 2012 году, где сотрудничала с Пинхасом Цукерманом. Участвовала в фестивале «Музыкальный Олимп» в Санкт-Петербурге и посещала мастер-классы с оркестром фестиваля Кабрилло и Симфоническим оркестром Балтимора (с Марин Олсоп, Жераром Шварцем и Густавом Майером).

## Личная жизнь
Элим Чан помолвлена с голландским перкуссионистом Домиником Флешуверсом, который в 2020 году был награждён Голландской музыкальной премией (Nederlandse Muziekprijs).